# 希波箭石
希波箭石（學名：Hibolites）是生存在晚侏羅紀至中白堊紀海洋中的一屬箭石。牠們的鞘為細長的矛頭狀，膨大處位於中央偏後，自此處向後逐漸變尖。閉錐內朝向口一側的最外二個隔壁有穿孔，可能為其體管的所在位置，但向後延伸不明。其化石分布於歐洲、阿爾及利亞、馬達加斯加、伊朗和莫三比克等地。

## 物種[3]
- Hibolites duperroni
- Hibolites fontoinonti
- Hibolites hastatus
- Hibolites latesulcatus
- Hibolites semihastatus